# نغوين لام
نغوين لام (بالفيتنامية: Nguyễn Lam)‏ هو لاعب كرة قدم فيتنامي في مركز الهجوم، ولد في 26 ديسمبر 1997 في محافظة ننه توان في فيتنام. لعب مع نادي هوانغ آنه جيا لاي.

## وصلات خارجية
- نغوين لام على موقع قاعدة بيانات كرة القدم.إي يو (الإنجليزية)
- نغوين لام على موقع Soccerway.com (الإنجليزية)